# Neil Adcock
Neil Amwin Treharne Adcock (* 8. März 1931 in Kapstadt, Südafrika; † 6. Januar 2013 in Howick, Südafrika) war ein südafrikanischer Cricketspieler, der zwischen 1953 und 1962 für die südafrikanische Nationalmannschaft spielte.

## Aktive Karriere
Adcock gab sein First-Class-Debüt in der Saison 1952/53 und spielte in der Folge für Transvaal. Im Jahr darauf wurde er für die Tour gegen Neuseeland in den Kader berufen und absolvierte im Dezember 1953 sein Test-Debüt, bei dem er 3 Wickets für 38 Runs erzielte. Im zweiten Test der Serie gelangen ihm insgesamt acht Wickets (3/44 & 5/43), im vierten fünf (5/45) und im abschließenden Test vier (4/86) Wickets. Im zweiten Test beförderte er Bert Sutcliffe und Lawrie Miller durch sein Bowling ins Krankenhaus und traf des Weiteren Murray Chapple und Matt Poore an der Brust. In der Saison 1955 reise er mit dem Team nach England, wo er im dritten Test zwei Mal drei Wickets (3/52 & 3/48). Doch war er während der Serie durch Verletzungen behindert und nachdem er sich im vierten Test einen Knochen im Fuß brach, musste er im fünften Test pausieren. England kam dann in der Saison 1956/57 zu einem Gegenbesuch nach Südafrika, wo er mit vier Wickets (4/36) begann. Nach drei Wickets (3/54) im zweiten und vier Wickets (4/39) im dritten Test, schloss er die Tour mit 4 Wickets für 20 Runs ab. Zu dieser Zeit hatte er mit Peter Heine einen Bowling-Partner gefunden, mit dem er im Tandem den Gegnern große Probleme bereiten konnte. Im Jahr darauf folgte eine Tour gegen Australien und ihm gelangen im dritten Spiel 6 Wickets für 43 Runs. In der Saison 1960 reiste er mit dem Team erneut nach England, wo er seine erfolgreichste Serie seiner Karriere absolvierte. Im ersten Test konnte er insgesamt acht Wickets (5/62 & 3/57) erreichen. Nach drei Wickets im zweiten Spiel der Serie, folgten insgesamt sieben Wickets (4/66 & 3/59) in der vierten Begegnung und weitere 6 Wickets für 65 Runs im fünften Test. Während der gesamten Tour erzielte er insgesamt 108 Wickets. Zwar verlor Südafrika die Serie, doch wurde er im Jahr für seine Leistungen als einer der Wisden Cricketers of the Year ausgezeichnet. Auch wechselte er in dem Jahr zu Natal im nationalen südafrikanischen Cricket. Seine letzte internationale Tour absolvierte er im Februar 1962 gegen Neuseeland. Hier erreichte er bei seinen beiden Einsätzen zwei Mal drei Wickets (3/40 und 3/60). Sein letztes First-Class-Spiel absolvierte er in der Saison 1962/63.

## Nach der aktiven Karriere
Nach dem Ende seiner Karriere arbeitete er in einem Reisebüro und als Reisekommentator. auch coachte er für einige Jahre New South Wales im nationalen australischen Cricket. Adcock starb im Januar 2013 im Alter von 81 Jahren.